# Harald Wieczorek

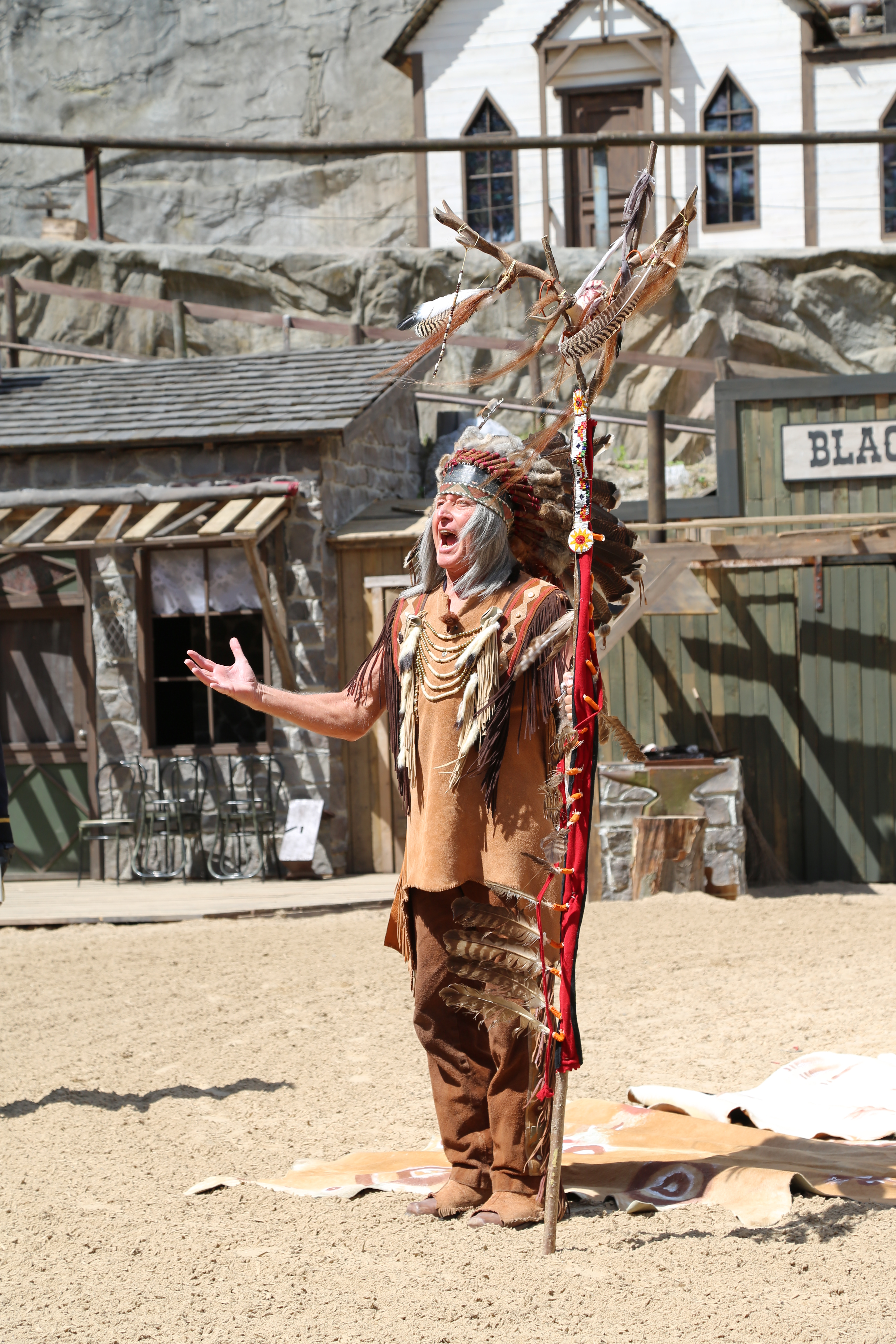
Harald Wieczorek als Vupa Umugi, der Große Donner, in Old Surehand bei den Karl-May-Spielen in Bad Segeberg 2017

Harald Wieczorek (* 21. Juni 1948 in Ebermannstadt) ist ein deutscher Schauspieler und Autor.

## Leben
Seinen ursprünglichen Beruf – Seemann bei der Handelsmarine – gab er aus privaten Gründen (Heirat) auf.
Von 1976 bis 1979 besuchte er die Schauspielschule Stuttgart. Mehr als 7000-mal stand er in über 120 Produktionen auf der Theaterbühne. Außerdem wirkte er in vielen Episoden deutscher TV-Serien mit. Als Autor schrieb er u. a. zwei Theaterstücke – „SCHLÄFER“ und „GRAUZONE“. GRAUZONE wurde 2018 unter dem Titel „Ticket ins Nichts“ in Ottobrunn uraufgeführt. Er hat vier Romane veröffentlicht.
Harald Wieczorek ist seit 1974 verheiratet, hat zwei Kinder und lebt mit seiner Frau Monica in Bayern und Andalusien.

## Filmografie (Auswahl)
- 1982: Kamikaze 1989
- 1984: Tatort – Verdeckte Ermittlung
- 1987: Großstadtrevier: Robin Hood
- 1990: Spreepiraten
- 1991: SOKO München: Das Verhör
- 1993: Blank Meier Jensen: High – Higher – Tot
- 1996: SOKO München: Geruch
- 2016: Dit is Fußball (4 Folgen)

## Bühnenauftritte (Auswahl)
- 1979–1981: tri-bühne Stuttgart (Von der Freundlichkeit der Welt, Romeo und Julia, Celestina, Raskolnikoff, Mario und der Zauberer)
- 1981: Ernst Deutsch Theater Hamburg (Geschichte eines Pferdes)
- 1982–1983: Tourneetheater Landgraf (Geschichte eines Pferdes)
- 1984–1985: Niedersächsisches Staatstheater Hannover (Cyrano de Bergerac, Käthchen von Heilbronn, Sommernachtstraum, Kaufmann von Venedig, Durchreise)
- 1986: Neues Theater (Hannover) (Lilly und der Butler)
- 1987: Komödie im Marquardt Stuttgart (Die Nonne und der Lügner)
- Theater der Altstadt in Stuttgart-West (Die Pest // Tote ohne Begräbnis)
- Theater rechts der Isar in München (Das Attentat)
- Teamtheater in München (Die Schule der Frauen)
- Zimmertheater Heidelberg (Bedeutende Leute)
- Stadttheater Hof (Sommernachtstraum)
- Torturmtheater Sommerhausen (Das Cello und der Bär)
- Komödie Fürth (Ein Stück meines Lebens)
- Komödie Düsseldorf (Ein Stück meines Lebens)
- Theater am Kurfürstendamm Berlin (Ein Stück meines Lebens)
- Das Kleine Theater Essen (Schachnovelle)
- Fritz Rémond Theater Frankfurt am Main (Schachnovelle, The King’s Speech)
- 1990: Tourneetheater Boenisch München (Die venezianischen Zwillinge)
- 1994–2016: Theatergruppe Kempf München (Ein Stück meines Lebens, Tiramisu, Löwengrube, King’s Speech)
- 2006–2008: Konzertdirektion Landgraf (Schachnovelle)
- 2009: Bühne 64 medicus (Tennis)

## Freilichtbühnen (Auswahl)
- 1989: Burgfestspiele Jagsthausen (Götz von Berlichingen, Räuber Hotzenplotz)
- 2012–2013: Piraten-Open-Air Grevesmühlen (Ein Leben für die See, Der alte Freibeuter)
- seit 1979: Karl-May-Spiele Bad Segeberg (1979: Old Firehand, 1984: Wohkadeh in „Unter Geiern – Die Felsengeier“, 1985: Titelrolle in „Der Ölprinz“, 1988: Bürgermeister Blackie in „Winnetou, der Apache“, 1999: Kita Homascha in „Halbblut“, 2001: Utah-Unterhäuptling, Rafter Rusty, Ing. Charles Charoy und Farmer Ched Butler in „Der Schatz im Silbersee“, 2008: Colonel Joseph Merrill in „Winnetou und Old Firehand“, 2009: Eisenbahner Watson, Josias Engel und „Großer Bär“ in „Der Schatz im Silbersee“,  2010: Eisenbahner Clifton und Captain Ratchett in „Halbblut“, 2014: Tevua-schohe, John Helmers und Mr. Leader in „Unter Geiern – Der Geist des Llano Estacado“, 2015: Georg von Adlerhorst und „Starke Hand“ in „Im Tal des Todes“, 2016: Ingenieur Patterson, Major Norton und „Großer Bär“ in „Der Schatz im Silbersee“, 2017: Vupa Umugi, „Der Große Donner“ und Dick Hammerdull in „Old Surehand“, 2018: Don Geronimo, Nalgu Mokaschi und Don Timoteo Pruchillo in „Winnetou und das Geheimnis der Felsenburg“, 2019: Tokvi-tey, „Der Schwarze Hirsch“ und Owens in „Unter Geiern – Der Sohn des Bärenjägers“, 2022: Nitsas-Ini und Bankier Duncan in „Der Ölprinz“, 2023: Klekih-petra, Tangua und Karl May in „Winnetou I - Blutsbrüder“, 2024: Tah-scha-tunga und Colonel Ulysses S. Grant in Winnetou II - Ribanna und Old Firehand)

## Romane
- 2017: Windstärke 13. ISBN 978-3-7448-6588-3; 2021: EDITION digital, Pinnow. ISBN 978-3-96521-511-5, Hörbuch 2021: EDITION digital, Pinnow. ISBN 978-3-96521-512-2 (Sprecher: Herbert Schäfer)
- 2019: Jakob, der stumme Krieger. EDITION digital, Pinnow. ISBN 978-3-95655-993-8, Hörbuch 2021: EDITION digital, Pinnow. ISBN 978-3-96521-472-9 (Sprecher: Bernd Reichelt)
- 2020: Die Geige im Feuer. EDITION digital, Pinnow. ISBN 978-3-95655-237-3
- 2021: Orca – Jasons Traum. EDITION digital, Pinnow. ISBN 978-3-96521-539-9